# Potudań
Potudań (ros. Потудань) – wieś w Rosji, w obwodzie biełgorodzkim, w rejonie starooskolskim. W 2010 liczyła 493 mieszkańców.